# Alex Feneridis
Alex Feneridis (nascut el 13 de novembre de 1989) és un futbolista neozelandès que actualment juga com a centrecampista per l'Auckland City del Campionat de Futbol de Nova Zelanda.

## Trajectòria esportiva
Feneridis, un neozelandès d'origen grec, començà la seva carrera futbolística amb l'Auckland City en la temporada 2007-08. Va debutar amb l'equip el 19 de gener de 2008 en un partit contra l'Otago United que acabà 3 a 0 per l'Auckland City. Unes setmanes després, el 10 de febrer, va marcar el seu primer gol pel club en un partit contra el Canterbury United en què guanyaren per un 2 a 1. Aquella temporada va marcar 1 gols i va jugar en 10 partits.
La temporada 2008-09 Feneridis va marcar el seu primer gol en una competició internacional, en la Lliga de Campions de l'OFC; va marcar contra el Port Vila Sharks de Vanuatu en un partit en què el conjunt neozelandès guanyà per un decisiu 8 a 1 a Kiwitea Street. Durant aquella temporada Feneridis va marcar 1 gol i va jugar en un total de 12 partits.
Feneridis va debutar en el Campionat del Món de Clubs de la FIFA en la temporada 2009-10. El partit va ser contra l'Al-Ahli Club Dubai i l'Auckland City acabaria guanyat 2 a 0, fent aquesta la fins ara única victòria del club en aquest torneig. Feneridis aquella temporada acabaria jugant 14 partits i marcant 1 gol.
La temporada 2010-11 Feneridis jugà en un total de 21 partits, 7 dels quals en la Lliga de Campions de l'OFC. A més, va marcar 4 gols, 2 dels quals van ser en un partit en què empataren 2 a 2 contra el Hawke's Bay United al Park Island de Napier.
La temporada 2011-12 Alex Feneridis ha jugat en una dotzena de partits i ha marcat 2 gols. D'aquests dos gols, un va ser contra el YoungHeart Manawatu en un partit al Memorial Park de Palmerston North en què l'equip d'Auckland guanyà per un 6 a 0. L'altre gol que marcà va ser contra el Hekari United de Papua Nova Guinea en què empataren 1 a 1. A més, Feneridis jugà en un partit del Campionat del Món de Clubs de la FIFA de 2011 contra el Kashiwa Reysol on l'equip neozelandès perdé per un 2 a 0.

## Palmarès
- Lliga de Campions de l'OFC (3): 2008-09, 2010-11, 2011-12.
- Campionat de Futbol de Nova Zelanda (1): 2008-09.